# الآثار الباقية عن القرون الخالية
كتاب الآثار الباقية عن القرون الخالية هو كتاب ألفه العالم المسلم أبو الريحان البيروني ويحتوي على تاريخ نظم الجماعات والطوائف المختلفة وعاداتهم وتقاليدهم. ويؤرخ المؤلف لبعض الموضوعات الهامة في تاريخ الأمم. لذلك عنى بتقسيمه إلى فصول عدة جاءت مواضيعها وفقاً للتدرج التالي: فصول في ماهية اليوم بليلته ومجموعهما وابتدائهما، وفي ماهية ما يركب منها من الشهور والأعوام عند الأمم القديمة المختلفة، وفي اختلاف الأمم حول شخصية ذي القرنين وأسماء الشهور واستخراجها من بعضها وتواريخ الملوك وحدد ملكهم كما بحث المؤلف في كتابه هذا في الأدوار والتقوفات وألقاب ملوك الأمم، وأسماء الكواكب والأعياد والمتنبئين عند أمم مختلفة، كما خصص فصولاً للصوم، ومنازل القمر والفصول والرياح وأسواق العرب، علاوة على جداول تفي بالغرض لمن يريد التعمق في أبحاث معينة.